# Musandam (poluotok)
Musandam (arap. مسندم) je poluotok u Perzijskom zaljevu, te eksklava i pokrajina (muḥāfaẓa) Omana. Poluotok je geološki oblikovan subdukcijom od istoka prema jugozapadu prilikom kasne krede i srednjeg tercijara, a njegova obala sastoji se od niza uskih zaljeva koji se ponekad nazivaju i fjordovima što nije ispravno jer nisu nastali djelovanjem ledenjaka već tektonikom. Reljef Musandama izrazito je planinski i dijelom je gorja Hadžar koje se proteže duž čitave južne obale Omanskog zaljeva. Na ovim planinama nalazi se musandamski prirodni rezervat Džabal Letub. Musandam pripada sultanatu Omanu od kojeg je razdvojen Ujedinjenim Arapskim Emiratima, a dvije su države zbog njega bile u višegodišnjim teritorijalnim sporovima. Godine 2003. potpisan je tajni sporazum o kopnenom i pomorskom razgraničenju, no nije poznat niti jedan njegov detalj. Musandam se kao pokrajina dijeli na četiri okruga: Kasab, Buk, Dibu i Muda. Gospodarstvom poluotoka prevladavaju ribarstvo i brodogradnja, a najveći grad i luka je Kasab.

## Poveznice
- Oman
- Hormuški tjesnac

## Vanjske poveznice
- (engl.) Oman's Ministry of Information: Musandam Governorate  Arhivirana inačica izvorne stranice od 27. kolovoza 2010. (Wayback Machine)
- (engl.) Encyclopædia Britannica: Musandam Peninsula

Ostali projekti
|  | Zajednički poslužitelj ima još gradiva o temi Musandam |